# Le Bon Propriétaire
Le Bon Propriétaire est un film muet français réalisé par Louis Feuillade et sorti en 1913.

## Fiche technique
- Date de sortie :
  - France : février 1913

## Distribution
- René Navarre
- Paul Manson